# Meta minima
Meta minima är en spindelart som beskrevs av Denis 1953. Meta minima ingår i släktet Meta och familjen käkspindlar.
Artens utbredningsområde är Kanarieöarna. Inga underarter finns listade i Catalogue of Life.